# Motheuvel (Millen)

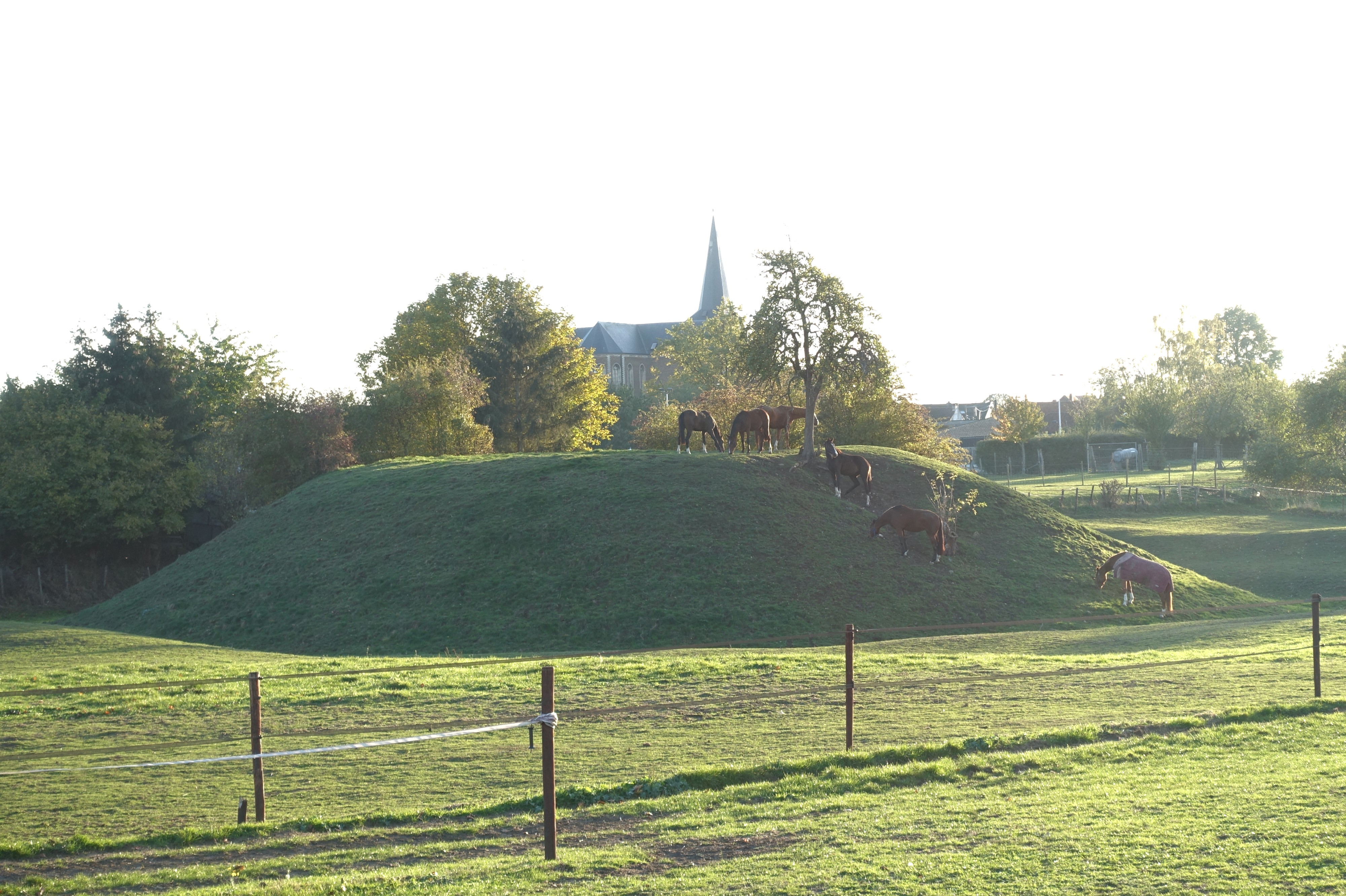
Motteheuvel De Toem in Millen

De Motheuvel of Toem is een kunstmatige heuvel, vermoedelijk uit de 15e eeuw, gelegen aan de Peperstraat te Millen.
De heuvel is 7 meter hoog en heeft een doorsnede aan de basis van 36 meter. Ze is omringd door een 7 meter brede gracht.
Op de heuvel zijn resten van mortel en baksteen gevonden die erop wijzen dat er een gebouw, mogelijk een donjon, heeft gestaan.